# Agon (brädspel)

Spelbräde till agon med pjäserna i startposition. Drottningarna är på denna bild återgivna som sexkanter och vakterna som cirklar.

Agon, även kallat drottningens livvakt eller drottningens vakter, är ett brädspel för två deltagare. Spelbrädet är sexsidigt och utgörs av 91 spelfält i form av hexagoner. 
Vardera spelaren förfogar över sju spelpjäser: en drottning och sex vakter. Spelarna turas om att flytta en av sina pjäser ett steg åt gången till ett angränsande tomt fält i riktning inåt mot brädets mitt eller i sidled. En pjäs som efter motspelarens drag har hamnat i rät linje mellan två intilliggande motspelarpjäser blir tillfångatagen. En spelare som har fått en pjäs tillfångatagen måste flytta den i sitt nästa drag: om pjäsen är en vakt till något av de yttersta fälten på brädet, och om det är fråga om en drottning till ett fält som bestäms av motspelaren.
Den spelare som lyckats placera sin drottning på brädets mittersta fält, kallad tronen, och sina vakter på de sex fälten närmast runt om tronen är spelets vinnare.
Spelet uppfanns på 1840-talet av en engelsk matematiklärare och är ett av historiens första spel med ett hexagonalt spelbräde.